# فيصل بن عبد الله آل حنزاب
فيصل بن عبد الله حمد عبد الله آل حنزاب سياسي ودبلوماسي قطري، السفير الحالي لدولة قطر لدى أذربيجان، ولد في الدوحة بتاريخ 28 يناير 1975م التحق بالعمل في وزارة الخارجية بعد أن أنهى دراسته الجامعية في جمهورية لبنان عمل في العديد من اقسام الوزارة والبعثات الدبلوماسية الممثلة لدولة قطر فاكتسب خبرات سياسية ودبلوماسية جعلت منه سياسي محنك، فتحصل على عدة ترقيات إلى أن وصل درجة سفير فشغل منصب قنصل عام في الولايات المتحدة الامريكية في كل من هيوستن ولوس انجلوس وسفيرا للدولة في جمهورية أذربيجان، وشارك في العديد من المؤتمرات والمحافل الدولية والأقليمية.

## المؤهلات العلمية
بكالوريوس حقوق – جامعة بيروت، لعام 2000م.

### اللغات
اللغة العـربيـة (اللغة الام)، اللغة الانجـليـزيـة (لغة ثانية).

## الخبرات المهنية
- عمل في إدارة المراسم خلال الفترة من 1994/7/18م الــى 1999/09/11م.
- عمل في إدارة المنظمات والمؤتمرات والاتفاقيات الدولية خلال الفترة من 1999/9/11م الــى 2001/7/25م
- عمل بالوفد الدائم لدولة قطر في نيويورك خلال الفترة من 2001/08/20م الــى 2007/12/25م.
- عمل بالوفد الدائم لدولة قطر في جنيف خلال الفترة من 2007/12/26م الــى 2010/8/9م.
- عمل بمكتب سعادة وزير الدولة للشؤون الخارجية خلال الفترة من 2010/11/1م الــى 2012/12/10م.
- قنصلاً عاماً لدولة قطر في هيوستن خلال الفترة من 2012/2/13م الــى 2013/6/14م .
- قنصلاً عاماً لدولة قطر في لوس أنجلوس خلال الفترة من 2012/6/25م الـى 2014/2/21م.
- مندوباً دائماً لدولة قطر لدى الوفد الدائم للأمم المتحدة لدولة قطر بجنيف خلال الفترة من 2014/2/28م الــى 2016/12/30م.[2]
- مدير لإدارة حقوق الإنسان بوزارة الخارجية خلال الفترة من 2016/2/28م إلــى 2019/10/15م.[3]
- يشغل حالياً منصب سفير دولة قطر لدى جمهورية أذربيجان إعتباراً من تاريخ 2019/10/18م.[4]